# 시베토로군

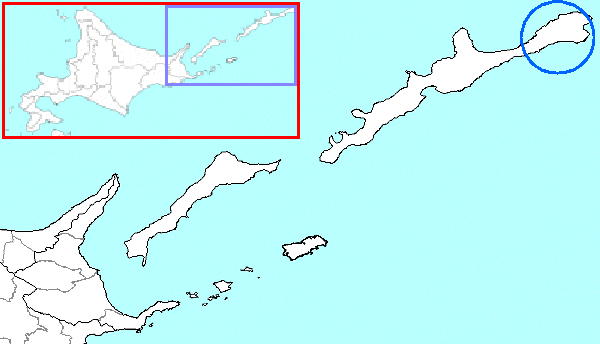
시베토로군의 위치

시베토로군(일본어: 蘂取郡, 아이누어의 '시·펫·오로'(=큰·강의 장소)에서 유래)은 일본 홋카이도 네무로 지청의 군이다. 이투루프섬(일본명 에토로후섬)의 북동단에 위치하고 중심 취락인 시베토로에는 정사무소 외에 병원이나 초등학교, 절과 신사 등이 지어졌다. 인구는 이투루프섬에 있던 3개 군 중에서 가장 적었다. 2010년 기준으로 현재 이하의 1개 촌을 포함한다.
- 시베토로촌(蘂取村)

이 지역은 러시아의 실질적인 지배 상태에 있다. 해당 지역의 영유권에 관한 자세한 것은 쿠릴 열도 및 쿠릴 열도 분쟁 항목 참조.

## 지리
이투루프 섬 동부에 있어 이투루프 해협에 접하고 있다. 지형은 대체로 험하고 활화산이 겹겹이 늘어서 있고 해발은 1,200m 정도이다.

### 인접한 자치체
- 네무로 지청
  - 샤나군

## 역사
에도 시대 중기 샤나 군역은 1754년에 마쓰마에번에 의해서 열린 구나시리 장소에 속했다. 1799년에는 천령이 되어 다카다야 가헤에에 의해서 에토로후 항로가 운행되게 되었다. 에도 시대 후기에 도달하면 구나시리 장소로부터 분립한 에토로후 장소에 속했다. 곤도 주조에 의하면 1800년에는 7향중 3향 6촌(시베토르 4촌, 마크마요이 1촌, 트우로 1촌)이 시베토로 군역에 있었다.
- 1869년 8월 15일 : 홋카이도 11국이 놓여져 지시마 국 시베토로 군이 성립하였다. 이듬해 시베토로 촌(蘂取村), 오토이마우시 촌(乙今牛村)이 두어졌다.
- 1945년 8월 28일 : 시베토로 군에 소련군이 진주하였다.
- 1945년 9월 2일 : 일본 정부가 항복문서에 조인, 동시에 일반 명령 제1호에 의해 소련이 점령하게 되었다.
- 1946년 2월 1일 : 소련 정부가 영유를 선언했다.
- 1948년 10월 : 주민들은 사할린섬으로 강제 이주된 후, 당시 일본을 통치하던 미 군정이 소련과 맺은 '소련지구 송환 미-소 잠정협정'(1946.11.27)에 따라 1948년 10월에 일본으로 송환되었다.

## 같이 보기
- 쿠릴 열도 분쟁